# Carla Castellani (cantante)
Carla Castellani (Milano, 27 ottobre 1906 – Milano, 21 ottobre 2005) è stata un soprano italiano.

## Biografia
Diplomatasi giovanissima in pianoforte al conservatorio della città natale, mostrò presto spiccate doti per il canto e negli anni trenta entrò a far parte del coro del Teatro alla Scala. Durante l'attività di corista venne scoperta dal maestro Gino Marinuzzi.
Il 26 dicembre 1941, mentre in Europa divampava la seconda guerra mondiale, inaugurò la stagione scaligera con Ernani, al fianco di Francesco Merli, Tancredi Pasero e Gino Bechi. Cantò alla Scala per diverse stagioni, anche quando, a causa degli eventi bellici, il teatro fu costretto a trasferirsi al Teatro Lirico; nel 1946 interpretò Un ballo in maschera e l'anno successivo Tosca.
Nel dopoguerra, quando le stagioni liriche ripresero con una certa regolarità, poté esibirsi nei maggiori teatri italiani, fra cui il teatro Carlo Felice di Genova, il Regio di Torino, l'Opera di Roma, il San Carlo di Napoli, il Regio di Parma. Apparve inoltre al Gran Teatre del Liceu di Barcellona, al Teatro Coliseu di Lisbona, in Francia e Svizzera.
Alcuni altri titoli del repertorio furono Don Giovanni (Donna Anna), La forza del destino, Aida, Madama Butterfly, Manon Lescaut. La Gioconda, Andrea Chénier. A dirigerla furono i più celebrati maestri dell'epoca, quali Victor de Sabata, Vittorio Gui e il suo mentore Marinuzzi. Terminata la non lunga carriera intorno al 1950, si dedicò all'insegnamento, anche come docente dell'Associazione Lirica Concertistica Italiana (As.Li.Co); ebbe tra i suoi molti allievi Daniela Dessì.

## Repertorio
| Ruolo                   | Titolo                | Autore     |
| ----------------------- | --------------------- | ---------- |
| Maddalena di Coigny     | Andrea Chénier        | Giordano   |
| Donna Anna              | Don Giovanni          | Mozart     |
| Gioconda                | La Gioconda           | Ponchielli |
| Manon Lescaut           | Manon Lescaut         | Puccini    |
| Floria Tosca            | Tosca                 | Puccini    |
| Cio-Cio-San             | Madama Butterfly      | Puccini    |
| Minnie                  | La fanciulla del West | Puccini    |
| Elvira                  | Ernani                | Verdi      |
| Amelia                  | Un ballo in maschera  | Verdi      |
| Donna Leonora di Vargas | La forza del destino  | Verdi      |
| Aida                    | Aida                  | Verdi      |

## Discografia
- Un ballo in maschera, con Mario Del Monaco, Piero Biasini, Giulietta Simionato, dir. Nino Sanzogno - dal vivo Ginevra 1946 ed. Bongiovanni/Myto
- Don Giovanni, con Renato Capecchi, Marcello Cortis, Suzanne Danco, Léopold Simoneau, dir. Hans Rosbaud - dal vivo Aix-en-Provence 1950 ed. Golden Melodram/Walhall